# Хагель, Рольф
Рольф Хагель (р. 6 октября 1934, Гётеборг) — шведский политик-коммунист, деятель рабочего движения, бывший лидер Шведской коммунистической партии.
Родился в рабочей семье, по профессии — корабельный электрик. К коммунистической партии (которая с 1967 года называлась Левая партия — коммунисты) присоединился после Стокгольмского воззвания в 1948 году, с 1950 года состоял в Коммунистическом союзе молодёжи Швеции. В 1959 году стал членом Правления коммунистической партии, в 1966 году — председателем партийного округа в Гётеборе, после раскола партии в марте 1977 года был избран председателем правления Рабочей партии — коммунисты (РПК), которая в 1995 году была преобразована в Шведскую коммунистическую партию.
В 1966 году был избран депутатом муниципалитета Гётеборга, в 1976 году — депутатом шведского парламента (риксдага). С 1950 года также активно занимался профсоюзной работой, до 1960 года состоя в профсоюзе металлистов-судостроителей гётеборгской верфи, будучи с 1953 года членом Правления отделения. В 1965 году перешёл в профсоюз электриков, состоя в Гётеборгском отделении и с 1971 по 1975 год будучи членом Правления отделения. В 1962 — 1964 годах был председателем Демократического союза молодёжи (как стал впоследствии называться КСМ).
Хагель до сих пор является членом коммунистической партии и периодически пишет статьи для партийного органа  RiktpunKt. В 2009 году, в честь своего 75-летнего юбилея, дал интервью, в котором подтвердил, что продолжает активно работать и остаётся убеждённым коммунистом.